# Bernard Ngumba Irungu
Bernard Ngumba Irungu (født 1. februar 1976) er en kenyansk amatørbokser, som konkurrerer i vægtklassen fluevægt. Ngumba Irungu har ingen større internationale resultater og fik sin olympiske debut, da han repræsenterede Kenya under Sommer-OL 2008. Her blev han slået ud i første runde af Tulashboy Doniyorov fra Usbekistan i samme vægtklasse.